# Rádio Slovensko
Rádio Slovensko – publiczna rozgłośnia radiowa należąca do RTVS. Jest to informacyjno-publicystyczna rozgłośnia, której największą grupę słuchaczy stanowią osoby w wieku produkcyjnym. Główny rodzaj, jaki można usłyszeć w tym radiu, stanowi muzyka rozrywkowa począwszy od lat osiemdziesiątych.

## Historia
źródła
- 1 stycznia 1993 – stacja Slovensko 1 nadaje 24 godz. na dobę.
- 5 września 2000 – zmiana nazwy na Rádio Slovensko.
- 6 września 2004 – zmiana charakteru stacji z uniwersalnego na informacyjno-publicystyczny.
- 29 stycznia 2007 – w gruntowny sposób zmieniła się oprawa dźwiękowa, rozgłośnia otrzymała status tzw. radia informacyjnego.
- 6 września 2010 – Rádio Slovensko otrzymało nową oprawę dźwiękową, w której po raz pierwszy pojawiają się „śpiewane” dżingle.
- 6 lutego 2012 – ponownie zmienia się oprawa dźwiękowa, pojawia się wieczorne i nocne moderowanie.

## Najbardziej znane programy
- Rádiožurnál – główny serwis informacyjny, nadawany w godzinach 0:00, 7:00, 12:00, 18:00, 22:00. W pozostałych pełnych godzinach jest nadawany serwis informacyjny Správy RTVS. Po serwisie informacyjnym są nadawane informacje sportowe i prognoza pogody, a także aktualne komunikaty drogowe w audycji Zelená vlna.
- Pozor, zákruta! – magazyn motoryzacyjny
- Športový magazin – cotygodniowy magazyn sportowy emitowany w niedzielę
- Dobré ráno, Slovensko – poranny program
- Dobrý deň, Slovensko – przedpołudniowy program
- Popoludnie na Slovensku – popołudniowy program
- Dobrý večer, Slovensko – wieczorny program
- Dobrú noc, Slovensko – nocny program
- Kontakty – dyskusja z udziałem ekspertów przy bezpośrednim udziale słuchaczy
- Nočná pyramída – nocny talk-show
- Túto hudbu mám rád – rozmowa z gościem, który opowiada o swoim udziale w muzyce

## Słuchalność
Rádio Slovensko ma słuchalność 17,1%, przez co jest drugą najbardziej słuchaną rozgłośnią radiową według badań Market & Media & Lifestyle Median SK.

## Częstotliwości[3]
| Miejscowość            | Częstotliwość (MHz) | Miejscowość       | Częstotliwość (MHz) |
| ---------------------- | ------------------- | ----------------- | ------------------- |
| Bańska Bystrzyca       | 90,1                | Osturnia          | 96,6                |
| Bańska Szczawnica      | 99,0                | Poprad            | 92,2                |
| Bardiów                | 93,5                | Rożniawa          | 97,3                |
| Bratysława             | 96,6                | Rużomberk         | 103,8               |
| Dubnica nad Wagiem     | 92,2                | Snina             | 91,2                |
| Frankówka              | 96,6                | Stara Lubownia    | 89,1                |
| Koszyce                | 96,6                | Stara Wieś Spiska | 96,6                |
| Łuczeniec              | 103,6               | Štúrovo           | 96,3                |
| Modrý Kameň            | 90,9                | Trenczyn          | 95,9                |
| Namiestowo             | 102,4               | Wielka Frankowa   | 92,2                |
| Nitra                  | 91,2                | Zdziar            | 92,2                |
| Nowe Miasto nad Wagiem | 103,2               | Żylina            | 103,5               |

## Logo
źródła
| do 2007 | niebieski prostokąt, wokół niego czerwone „tornado”, obok niego napis w 3 wierszach: duże i czarne RÁDIO SLOVENSKO, a małe i czerwone SLOVENSKÝ ROZHLAS 1                                          |
| od 2007 | 5 kwadratów wchodzących do środka, największy i najmniejszy są niebieskie, a reszta – szare. Obok kwadratów w 2 wierszach: duży czarny napis Slovensko i mniejszy czarny napis Slovenský rozhlas 1 |
| do 2012 | 5 kwadratów wchodzących do środka, największy i najmniejszy są niebieskie, a reszta – szare. Obok kwadratów w 2 wierszach niebieski napis: Rádio Slovensko                                         |
| od 2012 | czarny dwukropek i napis RÁDIO, a niebieski SLOVENSKO |